# Tormenta tropical Alberto (1994)
La Tormenta Tropical Alberto fue la primera tormenta de la Temporada de huracanes del Atlántico de 1994. Golpeó a la Florida a través del sureste de los Estados Unidos en julio, causando un desastre masivo por inundación mientras se mantuvo sobre Georgia y Alabama. Alberto causó más de $531 millones de dólares (1994 USD) en daños y 30 muertes directas.

## Historia meteorológica

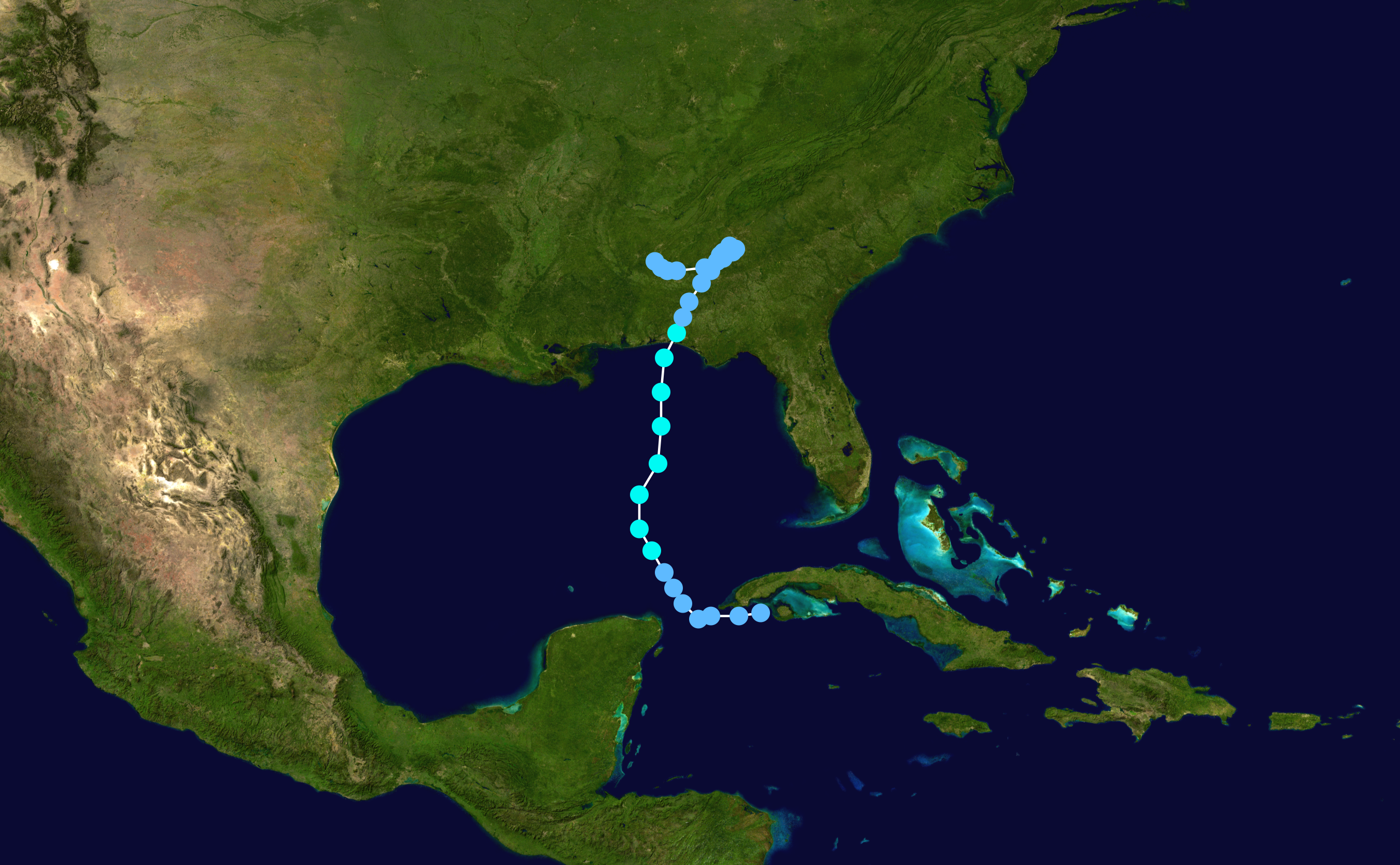
Trayectoria de la tormenta.

Una onda tropical se alejó de la costa de África el 18 de junio. Se desplazó hacia el oeste a través del océano Atlántico, y se mantuvo débil, hasta que pasó por las Antillas Mayores. La convección profunda se desarrolló la onda en respuesta a la débil cizalladura vertical y las cálidas aguas del mar Caribe, y se organizó en una depresión tropical cerca de la Isla de la Juventud el 30 de junio. Un frente de bajas presiones llevó a la depresión al noroeste sobre el golfo de México, todavía débil debido al aumento de los vientos en los niveles superiores. Los vientos disminuyeron, lo que permitió fortalecerse a la depresión en la tormenta tropical Alberto el 2 de julio.
Alberto continuó hacia el norte-noreste, en respuesta a un pequeño frente, y se reforzó de manera constante cuando la convección se desarrolló en el centro. La tormenta tropical Alberto alcanzó su punto máximo con vientos máximos sostenidos de 105 km/h justo antes de tocar tierra en Destin, Florida. La tormenta probablemente habría alcanzado la categoría de huracán hubiera permanecido por el agua sólo unas horas más, lo que indica la formación de un ojo. Alberto se debilitó rápidamente a una depresión tropical en Alabama, ya que continuó hacia el noreste, pero conservó una buena circulación organizada. La aparición de altas presiones al norte y al este, causó que el remanente de la depresión tropical se atascara en el noroeste de Georgia. Viró hacia el oeste, y se disipó sobre Alabama central el 7 de julio.

## Preparativos
El 30 de junio, el día de la formación de Alberto, una advertencia de tormenta tropical fue activada desde Puerto Juárez a Mérida, Yucatán, México; la advertencia fue discontinua el 1 de julio. En los Estados Unidos, un aviso de tormenta tropical fue activado el 2 de julio para las localizaciones entre Sabine Pass, Texas y Pensacola, Florida. El aviso fue actualizado a advertencia desde Gulfport, Misisipi a Cedar Key, Florida; y fue alterado pronto a advertencia de huracán. Más tarde el 3 de julio, la advertencia de huracán fue remplazada a una advertencia de tormenta tropical, a las 2100 UTC.
En la Florida Panhandle, los residentes tapiaron sus ventanas en previsión de que pudiera ser una furia. En las estaciones de servicio, excepcionalmente se formaron largas filas, y en las tiendas locales se observó un aumento de negocio en la venta de suministros de emergencia. Cientos de turistas a lo largo de la costa dejaron la región; a un diputado local se le preguntó por la cuestión y estimó que más de 10 000 personas habían dejado sus hoteles. En la isla de Okaloosa y la isla Holiday, las casas de panta baja y los negocios fueron obligados a evacuar. Las autoridades de defensa civil evacuaron a los residentes de las zonas bajas. El entonces gobernador de Florida, Lawton Chiles, declaró el estado de emergencia para partes del estado, y aconsejó a los residentes a lo largo de la costa que estuvieran atentos a los avisos del huracán. Más de 3.000 personas buscaron refugio en los albergues de la Cruz Roja a lo largo de la costa de Florida, y hacia el oeste, en partes de Alabama.

## Impacto

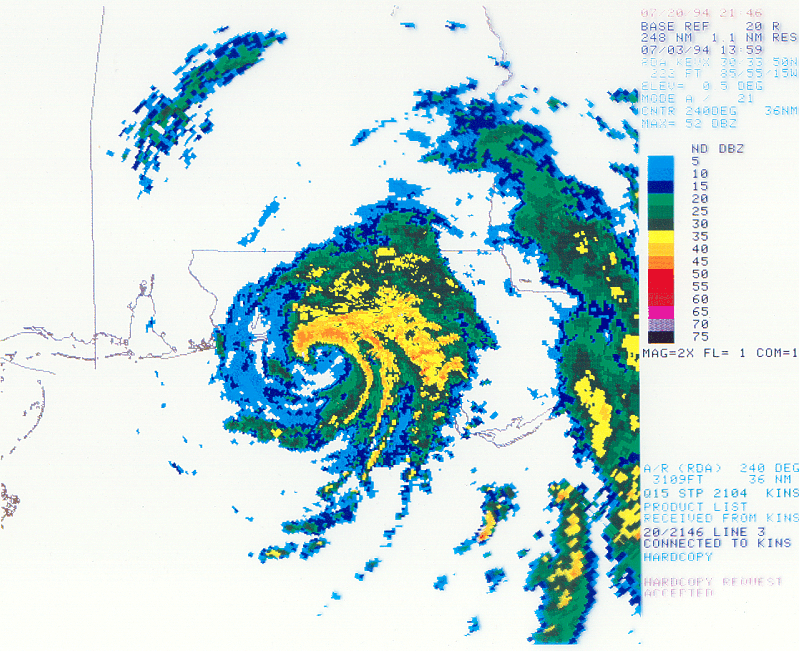
Imagen de radar de Alberto (1994) entrando en tierra.

Tras la formación, la tormenta dejó caer fuertes lluvias en partes de Cuba, alcanzando un máximo de 254 mm.

### Florida
En Destin, Florida, soplaron vientos sostenidos de 100 km/h, mientras que los vientos llegaron a 120 km/h, sin embargo, hubo información no oficial de ráfagas de 140 km/h. Allí, la presión barométrica cayó a 993 mb, asociado a Alberto. Una marejada de 1,5 m se estimó a lo largo de la costa de Destin, mientras que las mareas alcanzaron 1 m en Ciudad de Panamá. En la Isla de San George, las ráfagas de viento llegaron a 95 km/h. Erosión de las playas e inundaciones se produjeron a lo largo de la costa. En todo el noroeste de Florida, se registraron 127 mm de lluvia, con totales de hasta 550 mm. Otras acumulaciones de precipitaciones incluyen 335 mm en Caryville.
A lo largo de la costa, los daños fueron limitados a los paseos marítimos, los muelles y los barcos, y daños en el techo de algunos moteles frente a la playa. A medida que la tormenta avanzaba hacia el interior, derribó letreros, vallas, árboles y líneas eléctricas, y provocó inundaciones moderadas, unos 18.500 clientes se quedaron sin energía eléctrica. Cuando se debilitó a una depresión tropical, los restos de Alberto produjeron lluvias en toda la región. Cuando fuertes lluvias cayeron en el norte, volúmenes enormes de agua bajaron por los principales sistemas fluviales en la Florida Panhandle. Como resultado, hubo inundaciones extensas que superaron las inundaciones en 100 años, en algunos lugares, especialmente a lo largo del río Apalachicola y del río Chipola. El Apalachicola se mantuvo por encima del nivel de inundación hasta agosto, aunque en zonas localizadas, las inundaciones persistieron hasta septiembre, debido a la tormenta tropical Beryl. Un total de 300.000 pollos y 125 cabezas de ganado y de cerdos se perdieron en el estado, y, en el mar, el 90% de las ostras en la bahía de Apalachicola se perdieron. La inundación fue grave, causando 40 millones de dólares (1994 USD) en daños a las infraestructuras, $15 millones en daños asegurados y $25 millones en pérdidas agrícolas.

### Nombre sin retirar
A pesar de los enormes daños, el nombre de Alberto no fue retirado en la primavera de 1995, y fue usado de nuevo en las temporadas de 2000 and 2006 y volverá a ser usado en el 2012.